# Svatantra Microfinance
Svatantra Microfinance — индийская микрофинансовая компания, основанная в 2012 году. Предоставляет микрокредиты группам из 5-12 человек для открытия собственного дела.

## История
Svatantra (Svatantra — «независимый» в переводе с хинди) Microfinance основана в 2012 году Ананишри Бирлой, представительницей известной семьи индийских промышленников Бирла. В интервью 18-летняя Бирла сказала, что благодаря её организации «у женщин в деревнях Махараштры будут деньги на то, чтобы купить швейную машину или начать производство пападамов». В феврале 2013 года компания получила от национального резервного банка право вести микрофинансовую деятельность. Svatantra Microfinance действует по схеме, разработанной Мухаммадом Юнусом и его Grameen Bank, предоставляя небольшие займы (до 10 тысяч рупий для сельских жителей и 25 тысяч для городских жителей) группам из 5-12 человек, которые те должны потратить на открытие собственного дела, также для заёмщика проводится бизнес-тренинг. Компания предоставляет одну из самых низких процентных ставок в стране — 20 % (другие компании предлагают ставку от 24 до 26 %). Svatantra Microfinance насчитывает 18 отделений в двух штатах Индии.